# Precious Angel
«Precious Angel» es una canción del músico estadounidense Bob Dylan, publicada en el álbum de estudio Slow Train Coming. Fue también publicado como sencillo en algunos países europeos como Reino Unido y Países Bajos en agosto de 1979, pero no en el mercado estadounidense.
La canción, dirigida a la mujer que lo atrajo al cristianismo según el propio Dylan dijo el 14 de enero de 1980 durante un concierto en Seattle, hace referencia al ángel como la antorcha que le llevó a la luz mayor de Jesucristo.

## Letra
La letra contiene varias referencias bíblicas. El tema de la canción parece estar tomado de la segunda epístola a los corintios, específicamente de los versículos 4:4 y 4:6, en los que la luz de Cristo se contrasta con la oscuridad a la que se enfrentan los engañados por el diablo. El verso «ahora hay una guerra espiritual, la carne y la sangre se descomponen» parecen ser un reflejo de otro versículo de la epístola (10:3), que reza: «Pues aunque andamos en la carne, no militamos según la carne». El verso del estribillo sobre la ceguera parece estar influido por el pasaje del evangelio de Juan en el que el ciego sanado por Jesús proclama «donde antes era ciego, ahora veo».
Una línea de la canción continúa con el tema de la canción anterior en Slow Train Coming, «Gotta Serve Somebody», afirmando que: «O tienes fe o tienes incredulidad y no hay terreno neutral». Como un eco de canciones anteriores tales como «Positively 4th Street», Dylan se dirige a continuación a sus «supuestos amigos» que han «caído bajo un hechizo» mientras piensan que «todo está bien».  Dylan se pregunta:
Can they imagine the darkness that will fall from on high
When men will beg God to kill them and they won’t be able to die?
La noción de un destino peor que la muerte tiene otra fuente bíblica en el Libro de las Revelaciones (9:2), que dice: «En aquellos días los hombres buscarán la muerte y no la hallarán; y ansiarán morir, y la muerte huirá de ellos». El cuarto verso de la canción se dirige a una «hermana» que habla de Buda y Mahoma pero no de Jesús. El crítico Paul Williams sugiere que este verso es una excavación en la exesposa de Dylan, Sara, por no enseñarle sobre Jesús antes.
Ha habido especulación sobre la identidad exacta del ángel en la canción. Clinton Heylin, biógrafo de Dylan, sugirió que la identidad de la mujer es Mary Alice Artes, que se había convertido a cristiano renacido por la Comunidad de la Viña y posteriormente ayudó a Dylan en su camino hacia el cristianismo.
«Precious Angel» ha sido incluida en varios recopilatorios del músico como Dylan y Playlist: The Very Best of Bob Dylan '70s. Además, fue interpretada con frecuencia durante la gira de 1979 y 1980, pero no en giras posteriores.

## Personal
- Bob Dylan: voz y guitarra
- Mark Knopfler: guitarra
- Tim Drummond: bajo
- Mickey Buckins: percusión
- Pick Whiters: batería
- Barry Beckett: órgano
- Harrison Calloway: trompeta
- Ronnie Eades: saxofón barítono
- Harvey Thompson: saxofón tenor
- Charlie Rose: trombón
- Lloyd Barry: trompeta